# Fièvre aphteuse
 Mise en garde médicale
La fièvre aphteuse est une maladie virale animale généralement non mortelle, voire bénigne qui affecte notamment les bovins, les porcs, les chèvres, les moutons et d'autres animaux. Contagieuse, bien que durant un temps de contagion plus bref qu'on ne le pensait autrefois, elle a un fort impact économique qui motive des politiques nationales et internationales.
Les chevaux n’y sont pas sensibles et les êtres humains très rarement.

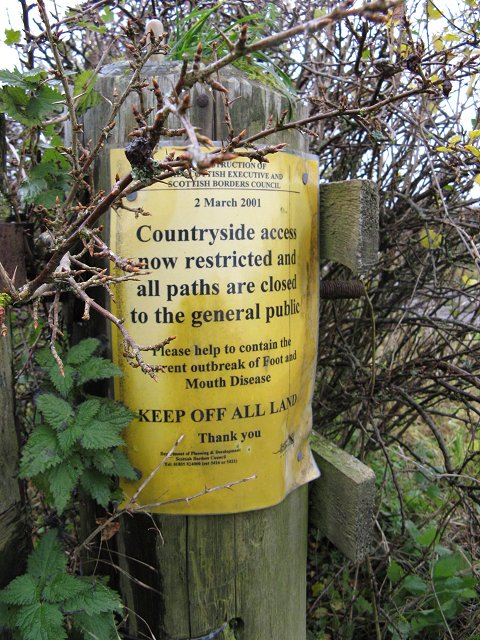
Panneau indiquant la fermeture de sentiers pour cause de fièvre aphteuse (Royaume-Uni, 2001).

## Espèces affectées
En plus donc des bovins, des porcs, des chèvres et des moutons elle peut aussi infecter d'autres animaux aux sabots fendus qu'ils soient domestiques ou de la faune sauvage comme l'antilope ou les cerfs. Elle affecte aussi bien les éléphants que les hérissons.
Les camélidés (chameaux, dromadaires, lamas, vigognes, alpagas et guanacos) sont peu sensibles à la maladie. Sont également réceptifs, mais rarement touchés : les tapirs et les ours. Chevaux, carnivores (autres que les ours) et oiseaux y sont insensibles.
Si dans des conditions de laboratoire, des souris et des rats aussi bien que des poulets ont pu être infectés, il n'est pas certain que ces espèces puissent contracter la maladie en conditions naturelles. De même, le lapin adulte a une sensibilité presque nulle au virus aphteux.
Les vaches traditionnelles ou améliorées ne sont pas également sensibles à la maladie. De la même façon, les vaches laitières sont beaucoup plus affectées que les animaux de boucherie.

### Humain très rarement touché
Les êtres humains peuvent contracter la maladie par contact avec des animaux infectés, mais le fait est extrêmement rare. C’est que le virus qui l’occasionne est sensible à l'acide gastrique, il ne peut donc pas contaminer l’homme par la consommation de viande infectée. La transmission peut avoir lieu par le lait non pasteurisé. Au Royaume-Uni, le dernier cas humain confirmé date de 1967 et quelques autres seulement ont été enregistrés dans les pays d'Europe continentale, d'Afrique et d'Amérique du Sud. La fièvre aphteuse se manifeste chez les humains par des malaises, de la fièvre, des vomissements, des lésions rouges ulcératives des tissus de la bouche (des taches d’érosion montrant une surface de peau endommagée) et quelquefois des lésions vésiculaires de la peau sous forme de petites cloques. Elle peut se soigner à l'aide de capécitabine.

## Étiologie
C'est à Francisco Toggia et à ses observations dans le Piémont en 1799 que la fièvre aphteuse doit son nom. La maladie (appelée communément surlangue, claudication ou encore cocotte) avait été individualisée cliniquement en 1546 par Fracastor qui lui avait déjà reconnu un caractère contagieux. Friedrich Loeffler, assisté de Paul Frosch, en montre l’origine virale en 1897 ; après avoir passé le sang d'un animal infecté à travers un filtre de verre de porcelaine, il constate que le liquide obtenu pouvait encore provoquer la maladie chez des animaux sains. C'est d'ailleurs le premier virus animal à être découvert. En 1922, Vallée et Carré prouvent la pluralité séro-immunologique du virus (types O et A).

### Virus

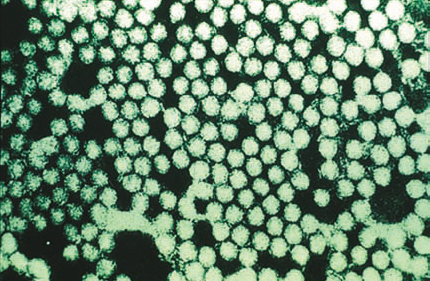
Virus de la fièvre aphteuse.

On sait depuis les travaux de Friedrich Löffler et Paul Frosch en 1898 que la fièvre aphteuse est une maladie virale, causée par les dénommés FMDV (de l'anglais, foot-and-mouth disease virus), virus du genre aphthovirus de la famille des picornaviridae. Les membres de cette famille sont des virus icosaèdraux non enveloppés de petite taille (25-30 nm), qui contiennent de l’ARN à simple brin (acide ribonucléique, matériel viral génétique) de polarité positive (directement codant). Quand un virus de cette sorte entre en contact avec une cellule hôte, il s'attache à un récepteur et déclenche un reploiement de la membrane cellulaire. Une fois que le virus se trouve à l'intérieur de la cellule hôte, son manteau protéinique se dissout. L'ARN viral de polarité positive libéré est alors initialement traduit en poly-protéine par les ribosomes associés au reticulum endoplasmique. Une fois les protéines nécessaires à sa multiplication synthétisées commence la réplication du génome viral par une ARN polymérase ARN dépendante virale, un brin d'ARN de polarité négative complémentaire de l'ARN (+) est synthétisé qui va à son tour servir de matrice pour la synthèse de l'ARN (+) viral qui représente le génome viral. Les composants du manteau protéinique, synthétisés en grande quantité, s'y associent pour y assembler de nouveaux virus. Après cet assemblage, la cellule hôte éclate et les nouveaux virus sont libérés.
- La University Georgia Institute of Technology in Atlanta, GA fournit des indications générales sur les temps et conditions de survie des virus de fièvre aphteuse :
  - 50 jours dans l'eau (seulement à faible température et au pH avoisinant la neutralité);
  - 74 jours dans des pâturages entre 8 °C et 18 °C et à forte humidité relative;
  - de 15 à 30 jours dans le sol, ensaché ou dans la paille, selon le climat;
  - 35 jours sur du carton, du bois ou du métal contaminé de sang;
  - respectivement 23 et 56 jours dans le lait et le sperme frais;
  - 56 jours dans les saucisses;
  - de 20 à 60 jours dans les fromages fabriqués avec du lait n'ayant pas subi de traitement thermique ou pasteurisé;
  - de 14 à 45 jours dans le lait et le beurre, conservés dans des conditions froides;
  - jusqu'à deux semaines sur la laine (plus longtemps si entreposée à 4 °C pendant sept semaines);
  - 21 jours sur des peaux;
  - 14 jours dans le fumier sec (huit jours dans le fumier humide);
  - 24 semaines dans les boues de matières fécales dans des conditions hivernales sévères;
  - au moins un mois dans du sperme congelé (peut survivre plus longtemps);
  - dans le sperme jusqu'à quatre jours avant l'apparition des signes cliniques;
  - de 34 à 42 jours dans le fumier, à une température de 12 °C à 22 °C;
  - 21 jours dans l'eau de lavage des enclos;
  - 39 jours dans l'urine; et
  - les embryons ayant une zone pellucide intacte et lavés selon les normes de l'International Embryo Transfer Society (IETS) sont exempts de virus.

Le virus de la fièvre aphteuse survit presque indéfiniment aux températures de congélation. Le sperme et les embryons (à moins d'être traités selon le protocole de l'IETS) peuvent conserver le virus de la fièvre aphteuse. La destruction de la plupart des souches se fait par chauffage à 70 °C pendant 10 minutes ; la destruction de virus peut aussi être mise en œuvre par la pasteurisation et les procédés industriels tels que le lait condensé, le lait évaporé ou le lait en poudre.

### Modes de contamination
La contamination a lieu par l’air expiré, le sperme, les urines, les matières fécales, la salive, le lait non pasteurisé, la viande congelée trop tôt après l’abattage (avant l’acidification qui intervient avec la maturation). Le virus peut « survivre » longtemps dans les ganglions lymphatiques, les viscères et la moelle osseuse des carcasses congelées.
Le virus est très résistant dans le milieu extérieur. La contamination se fait donc aussi indirectement, par l’intermédiaire de tout objet qui a été en contact avec le virus (vêtements et peau des personnes en contact avec les animaux, véhicules, eau stagnante, débris alimentaires qui n’ont pas été cuits ainsi que les suppléments alimentaires contenant des produits animaux infectés...).
Sur terre, il se propage par voie aérienne dans un rayon de 10 kilomètres. Au-dessus de la mer, il peut se propager, si les conditions d’humidité et de vent s’y prêtent, sur de longues distances (280 kilomètres entre la France et l’Angleterre en 1981).
Selon Mac Sharry, auteur d'un rapport sur les politiques des États membres dans le domaine de la lutte contre la fièvre aphteuse, sur les 34 foyers primaires de fièvre aphteuse dénombrés entre 1977 et 1987, 13 foyers étaient « probablement associés soit à un virus échappé des laboratoires ou à la production et l'utilisation de vaccin mal inactivé ». Ainsi, d'après le Ministère de l'Agriculture « Le dernier épisode de fièvre aphteuse en Bretagne en 1981 était dû au passage du virus vaccinal (mal inactivé) d’un cheptel de bovins (qui, régulièrement vaccinés, étaient immunisés) à une exploitation porcine voisine. »
La maladie procure une immunité solide et durable contre la souche responsable de l'infection mais, du fait de l'existence de souches de virus très différentes les unes des autres, un animal – qui a échappé à l'abattage – peut contracter la maladie plusieurs fois dans sa vie.
Ce caractère très contagieux justifie de strictes mesures de contrôle comprenant, outre la désinfection, la quarantaine, la destruction des animaux atteints et des interdictions d’exportation pour la viande et les autres produits animaux vers des pays non touchés par la maladie.

## Symptômes

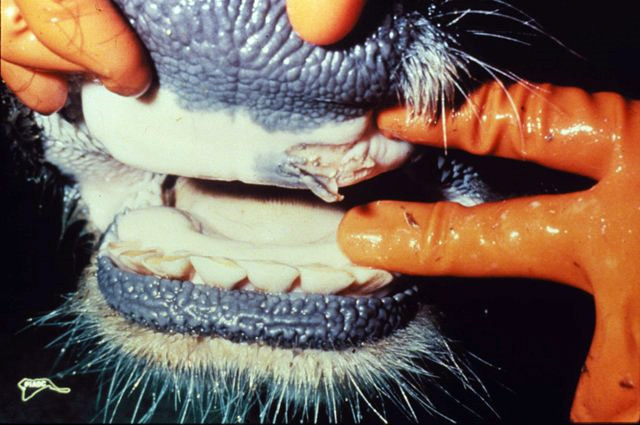
Lésions buccales d'une vache atteinte de la fièvre aphteuse

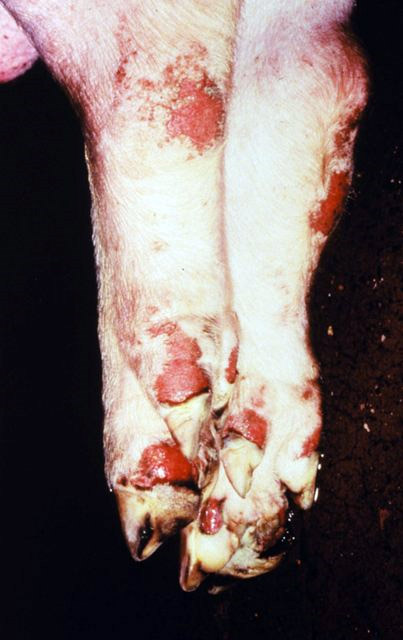
Vésicules percées sur les pattes d'un porc atteint de la fièvre aphteuse

Chez les bovins, la fièvre aphteuse se manifeste par une température élevée qui baisse rapidement après deux ou trois jours, des aphtes à l'intérieur de la bouche qui provoquent une production excessive de salive filandreuse ou écumeuse avec hypersialorrhée, et des cloques sur les pieds qui peuvent s'ouvrir et faire boiter. Des animaux adultes peuvent perdre du poids et ne pas s’en remettre pendant plusieurs mois ; les testicules des mâles matures peuvent gonfler tandis que chez les vaches, la production de lait peut baisser de façon importante. Quoique la plupart des animaux guérissent finalement de la fièvre aphteuse, la maladie peut provoquer la myocardite (inflammation du muscle du cœur) et la mort, particulièrement chez des animaux nouveau-nés. Quelques animaux infectés restent asymptomatiques mais ils sont des vecteurs de la fièvre aphteuse et peuvent la transmettre à d'autres.

### Des symptômes semblables, un autre virus
Il existe une autre maladie virale avec des symptômes semblables, généralement mentionnée comme le syndrome mains-pieds-bouche, plus fréquente chez les humains, particulièrement chez les jeunes enfants ; cette maladie est causée par un virus différent de la famille des Picornaviridés ; il s’agit d’un entérovirus appelé coxsackie A.

## Prévention et traitement
Avant la mise au point du vaccin, l'aphtisation, une technique semblable à la variolisation (qui n'est pas sans inconvénients ni risques) permettait déjà de conférer une bonne immunité à l'ensemble d'un troupeau.
On a pu ensuite avoir recours à un sérum qui, inventé par Friedrich Loeffler, n'a connu de réelle application qu'à la suite des travaux de Roux, Vallée et Carré, en 1903. Après la Première Guerre mondiale, la production industrielle de ce sérum permit de traiter  0 bovins en une seule année en France tandis que 112 000 litres de sérum furent utilisés au Danemark dans les années 1920 (sur une durée de 9 ans). Ce sérum, qui a pu être utilisé en association avec l'aphtisation, n'offrait toutefois qu'une immunité limitée à une quinzaine de jours, obligeant à des interventions répétées pour un effet prolongé.

### Vaccination préventive
De 1926 à 1936, les travaux de Vallée, Carré et Rinjard puis ceux de Schmidt et d'Otto Waldmann (en 1937) aboutissent à la mise au point du premier vaccin, le vaccin Vallée-Waldmann. À certaines améliorations près (travaux de Frenkel, en 1947...), c’est encore ce vaccin qui est employé partout dans le monde dans la lutte médico-sanitaire contre la fièvre aphteuse. La production industrielle du vaccin ne commença véritablement qu'après-guerre. En 1919, Marcel Belin avait fondé l’Institut Bactériologique de Tours (IBT) pour produire sur génisses le virus de la fièvre aphteuse et en faire un vaccin destiné aux bovins. La « Méthode Belin » se calque sur les méthodes employées à l’Institut Vaccinal, ce qui permet la commercialisation du vaccin à l’échelle industrielle[réf. nécessaire] Pour ce qui est de la France, c'est l'Institut Français de la Fièvre Aphteuse, créé par Charles Mérieux en 1947, qui en développa la production.
Une des difficultés pour vacciner contre la fièvre aphteuse réside dans la variation énorme entre sérotypes et même à l’intérieur d’un même sérotype. Il n’existe aucune protection croisée entre sérotypes (ce qui veut dire qu’un vaccin pour un sérotype ne protégera contre aucun des autres) et, de plus, dans un sérotype donné deux souches peuvent avoir des séquences de nucléotides qui différent de 30 %. Cela signifie que les vaccins contre la fièvre aphteuse doivent être étroitement spécifiques à la souche impliquée. La vaccination ne fournit qu’une immunité provisoire qui dure de quelques mois à quelques années.
Actuellement, l’OIE (Office international des épizooties) reconnaît que dans leur relation avec la maladie, les pays sont dans trois situations différentes : ou bien la fièvre aphteuse est présente avec ou sans vaccination, ou bien elle est absente grâce à la vaccination ou bien elle est absente sans qu’on ait besoin de vaccination. Ce sont les pays du troisième groupe qui ont le plus de facilité pour exporter sur les marchés ; c’est le cas de pays développés dont le Canada, les États-Unis et le Royaume-Uni.
Dans les premiers temps, beaucoup des premiers vaccins utilisaient des échantillons morts de virus de la fièvre aphteuse pour inoculer des animaux. Cependant, ces premiers vaccins provoquaient parfois des éruptions réelles. Dans les années 1970, les chercheurs ont découvert qu’on pouvait fabriquer un vaccin en employant seulement une simple protéine-clé du virus. Il s’agissait de fabriquer des quantités suffisantes de cette protéine afin de l’employer dans la vaccination. Le 18 juin 1981, le gouvernement américain a annoncé la création d’un vaccin spécifique contre la fièvre aphteuse, le premier du monde à être construit génétiquement. Plus de deux décennies plus tard, la fièvre aphteuse existe toujours.
La Banque Nord-Américaine de Vaccins contre la fièvre aphteuse est hébergée par le Laboratoire de diagnostic des maladies animales étrangère (FADDL) relevant du département de l’Agriculture (USDA) au Centre des maladies animales de Plum Island. Le Centre est situé à 1,5 mille de la côte de Long Island, (État de New York), c’est le seul endroit aux États-Unis où les scientifiques peuvent mener des recherches et des travaux de diagnostic sur des maladies animales exotiques fortement contagieuses comme la fièvre aphteuse.
Les travaux et recherches entrepris pour la mise au point d'un vaccin antiaphteux ont eu une importance considérable car, depuis l'origine jusqu'à aujourd'hui, ils ont eu des répercussions plus générales, tant scientifiques, industrielles que sociales.

### Traitement
Il n'existe actuellement pas de traitement curatif.
Dans les années 1940 toutefois, le Dr André Neveu, fort de son expérience et du soutien du Pr Pierre Delbet, obtint de l'École Nationale Vétérinaire de Maison Alfort qu'elle testât son traitement curatif à base de chlorure de magnésium : l'unique essai, suivant un protocole différent, s'avéra négatif[réf. nécessaire]. Dans son livre intitulé Le Chlorure de magnésium dans l'élevage. Traitement cytophylactique des maladies infectieuses., le Dr Auguste Neveu affirme pourtant avoir obtenu de nombreux succès.

## Dimension économique
Du fait que la fièvre aphteuse n’infecte l’homme que rarement mais se diffuse rapidement parmi les animaux, elle constitue une menace beaucoup plus évidente pour l’économie agricole que pour la santé humaine. Dans le monde entier, les éleveurs peuvent perdre des milliards de dollars par an à l’occasion d’une épidémie de fièvre aphteuse, avec la perte d’un grand nombre de bêtes et une baisse de production pour le lait et pour la viande.

## Pays concernés
La fièvre aphteuse sévit dans de nombreux pays et infecte partiellement l'Europe, l'Afrique, l'Asie et l'Amérique du Sud. Jusqu’à maintenant (juillet 2001) cependant, quelques pays, dont l'Australie, le Canada et les États-Unis (où depuis 1929 elle a pu être éradiquée) en sont exemptés. Comme elle peut frapper de nombreux hôtes, sa diffusion est rapide et représente pour le monde entier une grande préoccupation. En Grande-Bretagne l’épidémie de 2001 a contraint à abattre beaucoup d'animaux et à annuler de nombreux événements sportifs et de loisirs comme le week-end de Ten Tors.
Après la Seconde Guerre mondiale la fièvre aphteuse s’est largement répandue dans le monde entier. En 1996, elle était endémique en Asie, en Afrique et localement en Amérique du Sud, où cependant le Chili, l'Uruguay et l'Argentine n’ont pas connu d’épidémie depuis avril 1994. La plupart des pays européens ont été reconnus comme n’étant pas touchés, si bien que ceux qui appartiennent à l'Union européenne ont cessé la vaccination. L'Amérique du Nord, l’Amérique centrale, l'Australie, la Nouvelle-Zélande, le Japon et les Îles Britanniques ne l’ont pas connue pendant plusieurs d'années.
En Europe Occidentale, les éleveurs étaient confrontés régulièrement à des épizooties de fièvre aphteuse. Afin de lutter efficacement contre cette maladie, la plupart des pays européens ont généralisé à partir des années 1960 un programme de vaccination obligatoire. Ce programme a permis l'éradication de la fièvre aphteuse à partir du milieu des années 1980. Compte tenu notamment des risques de contamination inhérents à la manipulation du virus dans les laboratoires d'une part, mais aussi de la possibilité de contamination due au vaccin lui-même en cas d'inactivation imparfaite du virus, le programme de vaccination a été arrêté en 1991. Il a été remplacé depuis par un plan de lutte strictement sanitaire pour deux raisons :
- l'éradication des foyers de fièvre aphteuse autochtone était terminée et la protection vis-à-vis du risque d'introduction de la maladie passe dès lors par des mesures de contrôle sanitaire aux frontières,
- l'arrêt de la vaccination permettait de justifier d'un statut indemne de fièvre aphteuse indispensable pour l'ouverture du marché américain aux produits alimentaires européens.

Par la directive 2003/85/CE du 29 septembre 2003, le Conseil de l'Union européenne – tout en confirmant le choix fait en 1991 – a introduit des mesures destinées à faciliter le recours à la vaccination d’urgence, sans abattage systématique ultérieur des animaux vaccinés.
En Algérie, la fièvre aphteuse est apparue dans les cheptels des bovins au début de l'été 2014. La moitié des régions du pays était alors touchée, de même que la Tunisie et le Maroc.

## Cas récents de fièvre aphteuse

### Allemagne, 2025
Une épidémie de fièvre aphteuse a démarré en janvier 2025 dans les régions de Berlin et du Brandebourg.

### Île Maurice et Rodrigues août 2016.
Une épidémie de fièvre aphteuse a démarré en Août 2016 à l'île Rodrigues, L'épidémie concernait l'île Maurice, et l'île Rodrigues à la fin du mois d'août.

### Royaume-Uni,2001
L'épidémie en Europe du Nord en 2001 a causé des dégâts pour 13 milliards d'euros.
C'est le 20 février 2001 que la découverte de foyers de fièvre aphteuse est annoncée pour la première fois.
Selon l'hypothèse généralement admise, la souche de type O « pan Asia » à l'origine de cet épisode épidémique proviendrait de déchets de cuisine (eaux grasses) d'aéroport contenant des repas non consommés à bord d'un avion venant d'Afrique du Sud, et distribués à un élevage de porcs (une pratique courante à l'époque). Cet élevage de porcs était situé à proximité d'un élevage ovin et l'a contaminé (aucune déclaration de suspicion de fièvre aphteuse n'a alors été faite par l'éleveur des porcs ou son vétérinaire). Les ovins n'expriment quasiment pas la maladie. Ils ont été alors mélangés dans un centre d'allotement où en raison de la proximité avec la fête de l'Aid-El-Kebhir se trouvaient plusieurs milliers d'animaux destinés à être exportés dans toute l'Europe. La première suspicion de fièvre aphteuse a été établie par l'inspection vétérinaire près de 3 semaines après la contamination initiale, lors de l'arrivée des porcs à l'abattoir.

### Royaume-Uni, 2007

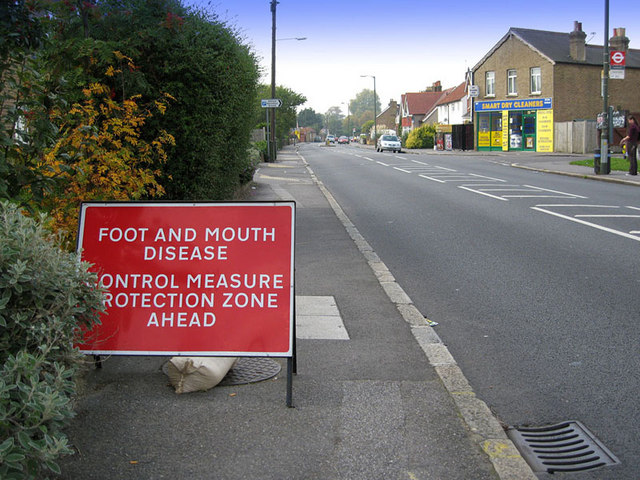
Panneau indiquant une zone de contrôle de la fièvre aphteuse dans le Middlesex en octobre 2007.

## Situation en France
Largement appliquée lors de l'épizootie de 1952, la vaccination devint obligatoire (et gratuite) pour les bovins par la loi du 11 avril 1953. En 1961, la vaccination est généralisée, par arrêté ministériel, à tous les bovins de plus de quatre mois.
En 1962 est rendu obligatoire l’abattage des animaux des espèces sensibles dans un foyer (foyer = élevage atteint). Malgré cette vaccination annuelle, des foyers persistèrent à se manifester. En 1974 une épidémie se déclara en Bretagne dans une centaine de foyers entraînant l’abattage de plus de 35 000 animaux (30 000 porcs, 4 500 bovins et 700 ovins et caprins). L'épidémie s'étendit ensuite à la Normandie (3 000 animaux furent abattus répartis sur 21 foyers). En 1981, ce fut le tour des Côtes-d’Armor et de la Manche (10 000 animaux abattus et vaccination d’urgence de
700 000 animaux). Le Finistère, seul département de l'Ouest à n'être pas soumis à l'obligation vaccinale, fut épargné. À la suite de la politique adoptée par le Conseil des ministres de l'agriculture des 25 et 26 juin 1990 la vaccination antiaphteuse fut interdite chez toutes les espèces animales par l'arrêté interministériel du 29 mars 1991.

## Cinéma et télévision
Dans « Le Retour de don Camillo » (2e épisode) à partir de la 47 min 15 s, Don Camillo, interprété par l'acteur Fernandel, parle de la maladie : « Je suis heureux de voir ici rassemblées toutes ces brebis, même celles qui ont attrapé la fièvre aphteuse ».
Dans « Le Plus Sauvage d'entre tous » (titre américain « Hud »), un film réalisé en 1963 par Martin Ritt d'après le roman de Larry McMurtry (qui sera 30 ans plus tard le scénariste du Secret de Brokeback Mountain), la fièvre aphteuse est utilisée comme le ressort dramatique majeur d'une chronique familiale et pastorale texane.
Hud, homme encore jeune (interprété par Paul Newman), se présente comme un fils insoumis, violent, sans foi ni loi, mais continue à tenir le ranch familial aux côtés d'un vieux père à la rancune tenace, Homer (Melvyn Douglas), qui le rejette pour un motif qu'aucun des deux ne veut révéler à Lonnie (Brandon De Wilde), leur neveu et petit-fils. Cet orphelin de dix-sept ans vit écartelé entre son amour pour son grand-père et l'admiration qu'il porte à son oncle. La seule femme de la maisonnée est Alma, gouvernante d'âge mûr désabusée par un mariage raté (Patricia Neal, oscarisée).
L'irruption de la fièvre aphteuse, que la loi oblige à traiter par l'abattage de la totalité du troupeau, agit comme un révélateur de la personnalité de chacun et fait exploser le conflit latent entre la génération d'avant-guerre attachée aux traditions des éleveurs et celle des années 1960 tentée de vendre la terre à l'encan.

## Musique
Dans « Suicide Social », chanson d’Orelsan, sortie le 12 septembre 2011 et issue de l’album « Le chant des sirènes »: 
Cette chanson a pour objectif de se moquer de façon caustique des stéréotypes et clichés dans la société française contemporaine
la fièvre aphteuse est utilisée afin de montrer le rapprochement entre les familles rurales et les animaux de la ferme afin de souligner leur prétendu « manque d'hygiène »:
« Adieu la campagne et ses familles crasseuses/
Proches du porc au point d'attraper la fièvre aphteuse »

## Usage militaire
Pendant la Seconde Guerre mondiale, les Britanniques avaient développé un programme de guerre bactériologique qui comprenait des armes diffusant l'agent de la fièvre aphteuse,.